# Prevešt
Prevešt (Servisch cyrillisch Превешт) is een plaats in de Servische gemeente Rekovac. De plaats telt 338 inwoners (2002).